# Ornithogalum fimbrimarginatum
Ornithogalum fimbrimarginatum là một loài thực vật có hoa trong họ Măng tây. Loài này được F.M.Leight. mô tả khoa học đầu tiên năm 1944.